# Tokugawa Munetaka
Tokugawa Munetaka (徳川 宗堯, 19 août 1705-23 mai 1730) est un daimyo du milieu de l'époque d'Edo, à la tête du domaine de Mito. Il est le fils de Matsudaira Yoritoyo, seigneur du domaine de Takamatsu.

## Source de la traduction
- (en) Cet article est partiellement ou en totalité issu de l’article de Wikipédia en anglais intitulé « Tokugawa Munetaka » (voir la liste des auteurs).